# Nocticanace caffaria
Nocticanace caffaria är en tvåvingeart som först beskrevs av Cresson 1934.  Nocticanace caffaria ingår i släktet Nocticanace och familjen Canacidae. Inga underarter finns listade i Catalogue of Life.